# Batman: Arkham Knight
Batman: Arkham Knight – przygodowa gra akcji stworzona przez Rocksteady Studios, a wydana przez Warner Bros. Interactive Entertainment 23 czerwca 2015 na platformy Microsoft Windows, PlayStation 4 i Xbox One. Inspirowana jest komiksami wydawnictwa DC Comics o Batmanie i stanowi czwartą odsłonę serii Batman: Arkham.
Akcja osadzona jest rok po wydarzeniach z gry Batman: Arkham City i opowiada o konfrontacji Batmana ze Strachem na Wróble, który grożąc uwolnieniem toksyny w Gotham City zmusza władze miasta do ewakuacji mieszkańców. Wspierany przez tajemniczego Rycerza Arkham Strach na Wróble jednoczy największych wrogów Batmana, chcąc doprowadzić do jego ostatecznego upadku.
Wydarzenia w grze przedstawione są z perspektywy trzeciej osoby. Podobnie jak w poprzednich odsłonach, Batman poza walką i skradaniem ma również dostęp do trybu detektywa i gadżetów, które wykorzystać może zarówno w walce, jak i podczas eksploracji miasta. W Arkham Knight batmobil pojawia się jako grywalny pojazd, służący zarówno do przemieszczania się, jak i do walki. Poszerzono arsenał gadżetów Batmana oraz liczbę jego ruchów w walce, dodatkowo gra pozwala na większą swobodę w otwartym świecie, umożliwiając wykonywanie zadań pobocznych niezależnie od głównego wątku fabularnego.

## Rozgrywka
Akcja gry osadzona została w Gotham City, od samego początku otwartego dla gracza, pozwalając na przemierzanie całego miasta w dowolnym momencie bez ekranów ładowania. Wiele gadżetów i elementów rozgrywki pochodzi z poprzednich odsłon, w tym m.in. pazur, linka z hakiem, batarangi, system kontrowania, tryb detektywa czy urządzenie do zdalnego hakowania. Inne gadżety zyskały nowe umiejętności i zastosowania, np. zakłócacz pozwala wyłączyć lub zdetonować broń wroga albo wrogie wieżyczki, jak również tworzyć pułapki z zasobników amunicji, rażąc prądem wrogów, którzy ich dotkną. Wśród nowych gadżetów znalazły się m.in. zdalnie sterowany batarang ze skanerem, pozwalający zbierać informacje o najbliższym otoczeniu i syntezator mowy, umożliwiający naśladowanie głosów innych postaci, jak chociażby Harley Quinn czy Rycerza Arkham, w celu zwabienia wrogów w pułapkę.
Gracz może przemieszczać się po Gotham w powietrzu, wykorzystując do tego pelerynę Batmana, a dzięki wprowadzeniu nowych ruchów postać może szybować szybciej i dalej, bez dotykania podłoża. Podczas szybowania Batman może korzystać z niektórych gadżetów, jak chociażby batarang czy wyrzutnia lin.
Znany z poprzednich odsłon system walki nazywany FreeFlow pozwala wyprowadzać podstawowe ataki, takie jak ciosy, kontry i uniki, jak również łączyć je w kombinacje, umożliwiające uniknięcie obrażeń. Podstawowi przeciwnicy posługują się pięściami, tarczami i pałkami rażącymi prądem, silniejsi z kolei korzystają z broni palnej, mogą również wykonać szarżę i powalić Batmana, co w poprzednich odsłonach zarezerwowane było dla większych przeciwników. W celu uniknięcia powalenia postać musi w odpowiednim momencie wykonać unik lub skorzystać z jakiegoś gadżetu, który wytrąci przeciwnika z rytmu lub – w niektórych przypadkach – natychmiast powali i wykluczy z walki. System umożliwia łączenie ciosów w nieprzerwane kombinacje – im dłuższy łańcuch uderzeń, tym większa ilość punktów doświadczenia za ukończoną walkę. Batman może rozbrajać przeciwników, odbierając im noszoną przez nic broń – ponieważ postać nie zabija, wyrwany karabin upuści na ziemię, z kolei bronie takie jak chociażby kije baseballowe wykorzystuje przeciwko wrogom. W określonych momentach możliwe jest przełączanie się w walce na któregoś z sojuszników Batmana – Robina, Nightwinga lub Kobietę-Kot – zaś po wykonaniu odpowiednio długiej serii ciosów odblokowany zostaje zespołowy nokaut.
Wśród nowych przeciwników pojawili się m.in. medycy, mogący chronić swoich sojuszników rażącym prądem polem oraz cucić nieprzytomnych, wrogowie posługujący się mieczem oraz odporni na obrażenia osiłkowie, których przed atakiem należy najpierw ogłuszyć. Wśród osiłków pojawiają się również jednostki posługujące się bronią maszynową, taserami i ostrzami, co wymusza niestandardowe podejście w celu ich pokonania. Przeciwnicy, w celu uniknięcia ataków, używają rozmaitych taktyk, takich jak chociażby zakładanie min, kontrolowanie dronów, wyłączanie systemu wentylacji, jeżeli zorientują się, że korzysta z niego Batman, czy namierzanie jego położenia, kiedy zbyt długo używa wzroku detektywa. Niektórzy przeciwnicy korzystają z urządzeń uniemożliwiających włączenie tego trybu widzenia.
Przemierzając miasto postać natyka się na okupowane przez wrogów strażnice, posterunki strażnicze, drony latające i bomby ukryte pod asfaltem. Niektóre drony można zhakować za pomocą urządzenia do zdalnego hakowania i wykorzystać przeciwko ich właścicielom. W Arkham Knight wprowadzony został manewr nazywany „powaleniem z zastraszeniem”, podczas którego Batman może powalić z rzędu maksymalnie pięciu przeciwników, o ile pozostanie niezauważony – podczas każdego ataku czas zostaje spowolniony, co pozwala namierzyć następnego wroga. Walka nagradzana jest punktami doświadczenia, które następnie wydać można na odblokowanie lub ulepszanie gadżetów, ruchów i pancerza. W odróżnieniu od poprzednich odsłon, do kratek szybów wentylacyjnych można dostać się z odległości, a następnie ześlizgnąć się z szybu i znaleźć się od razu pod podłogą.
W grze wprowadzony został szereg misji pobocznych, do których można przystąpić w dowolnym momencie. Jednym z rodzajów zadań jest „Poszukiwani”, polegający na schwytaniu znanych z uniwersum Batmana superzłoczyńców. Przykładowo Człowiek-Zagadka, zleca Batmanowi rozwiązanie 243 jego zagadek, a wyzwanie polega na zbieraniu trofeów ukrytych po całym mieście, w tym m.in. przy użyciu batmobilu. Jeżeli postać w momencie odnalezienia trofeum nie dysponuje odpowiednim narzędziem, które pozwala je odblokować, może oznaczyć je na mapie i wrócić do niego później. Rozmieszczenie zagadek można poznać również poprzez przesłuchiwanie zbirów Człowieka-Zagadki. Wśród innych zadań pobocznych znajdują się m.in. badanie sprawy seryjnego zabójcy poprzez rekonstruowanie miejsca zbrodni lub wykorzystywanie skanera tkanek. Ukończenie wątku fabularnego odblokowuje tryb nowej gry plus, w którym postać zaczyna z zachowaniem wszystkich gadżetów, doświadczenia, umiejętności i trofeów Człowieka-Zagadki z poprzedniego podejścia.

### Batmobil
Batmobil, pojawiający się w poprzednich częściach w przerywnikach filmowych, w Arkham Knight staje się grywalnym pojazdem. Kuloodporny samochód może zostać przyzwany przez Batmana kiedy stoi on na ziemi albo podczas szybowania – wtedy Batman wsiada do niego w locie. Pojazdem można wybijać się w powietrze, używać dopalacza, obracać się w miejscu, przebijać przez niezniszczalne inaczej obiekty, prowadzić ostrzał oraz katapultować się z niego, co automatycznie rozpoczyna szybowanie nad Gotham City.
Niektórzy przeciwnicy uciekają na widok batmobilu, co eliminuje konieczność walczenia z nimi, zaś tych, którzy atakują pojazd, można porazić wbudowanymi w niego paralizatorami. Batmobil, podobnie jak Batman, może być ulepszany i rozwijany. Niektóre z wyzwań Człowieka-Zagadki powiązane są bezpośrednio z pojazdem, a należą do nich m.in. wyścigi na czas i tory przeszkód.
Pojazd prowadzić można w dwóch trybach – pościgu lub bojowym. Tryb pościgu pozwala na szybkie przemieszczanie się po mieście i zaliczanie wyzwań samochodowych. W trybie bojowym batmobil zmienia się na podobieństwo czołgu, pozwalając na obroty o 360 stopni i ostrzał w dowolnym kierunku z umieszczonych w pojeździe broni, w tym m.in. działka Vulcan, przeciwpancernych pocisków kierowanych pozwalających namierzyć jednocześnie wiele celów czy paralizatorów umożliwiających większe grupy przeciwników.
Wśród ulepszeń batmobilu znalazły się chociażby urządzenie EMP tymczasowo wyłączające wrogie urządzenia elektryczne czy wirus pozwalający obejść zabezpieczenia pojazdów przeciwników i użycie ich przeciwko nim. Batmobilem można również sterować zdalnie, co pozwala rozwiązać niektóre zagadki środowiskowe, jak chociażby opuszczenie niedostępnej inaczej windy. W grze pojawia się również batwing, którym dostarczane są ulepszenia batmobilu.

## Opis

### Postaci
W Arkham Knight pojawia się wielu bohaterów znanych z kart komiksów DC Comics. Batman (Kevin Conroy) wspierany jest przez Robina (Matthew Mercer), Nightwinga (Scott Porter), Kobietę-Kot (Grey DeLisle), Barbarę „Wyrocznię” Gordon (Ashley Greene), Jamesa Gordona (Jonathan Banks), Alfreda Pennywortha, Luciusa Foksa (Dave Fennoy) i Azraela (Khary Payton).
Wśród przeciwników znaleźli się Strach na Wróble (John Noble), Pingwin (Nolan North), Dwie Twarze (Troy Baker), Człowiek-Zagadka (Wally Wingert), Trujący Bluszcz (Tasia Valenza), Harley Quinn (Tara Strong), Świetlik, Man-Bat, Deathstroke, Profesor Pyg, Hush oraz Deacon Blackfire. W grze po raz pierwszy wprowadzony zostaje nieznany wcześniej przeciwnik, tytułowy Rycerz Arkham (również udźwiękowiany przez Bakera), który powstał przy współpracy Rocksteady, DC Comics, scenarzysty Geoffa Johnsa i rysownika Jima Lee. Rycerz Akrham jest zmilitaryzowanym odpowiednikiem Batmana, który zamiast nietoperza, na piersi nosi logo z literą „A” oznaczającą Azyl Arkham.
W grze pojawiają się również inne postaci znane z komiksów i poprzednich odsłon gier, pełniących w fabule mniejszą lub większą rolę. Podczas głównego wątku fabularnego lub zadań pobocznych Batman spotka przedsiębiorcę Simona Stagga, reporterów Vicki Vale i Jacka Rydera, oficera Aarona Casha, biznesmena Leksa Luthora, mścicielkę Kate Kane, seryjnego zabójcę znanego jako Człowiek-Kalendarz oraz okaleczonego gangstera – Zabójczego Kroko. W zawartości do pobrania pojawiają się m.in. Czarna Maska, Starro, Szalony Kapelusznik, Mr. Freeze, Rā’s al Ghūl, Nyssa Raatko i Nora Fries.

### Miejsce akcji

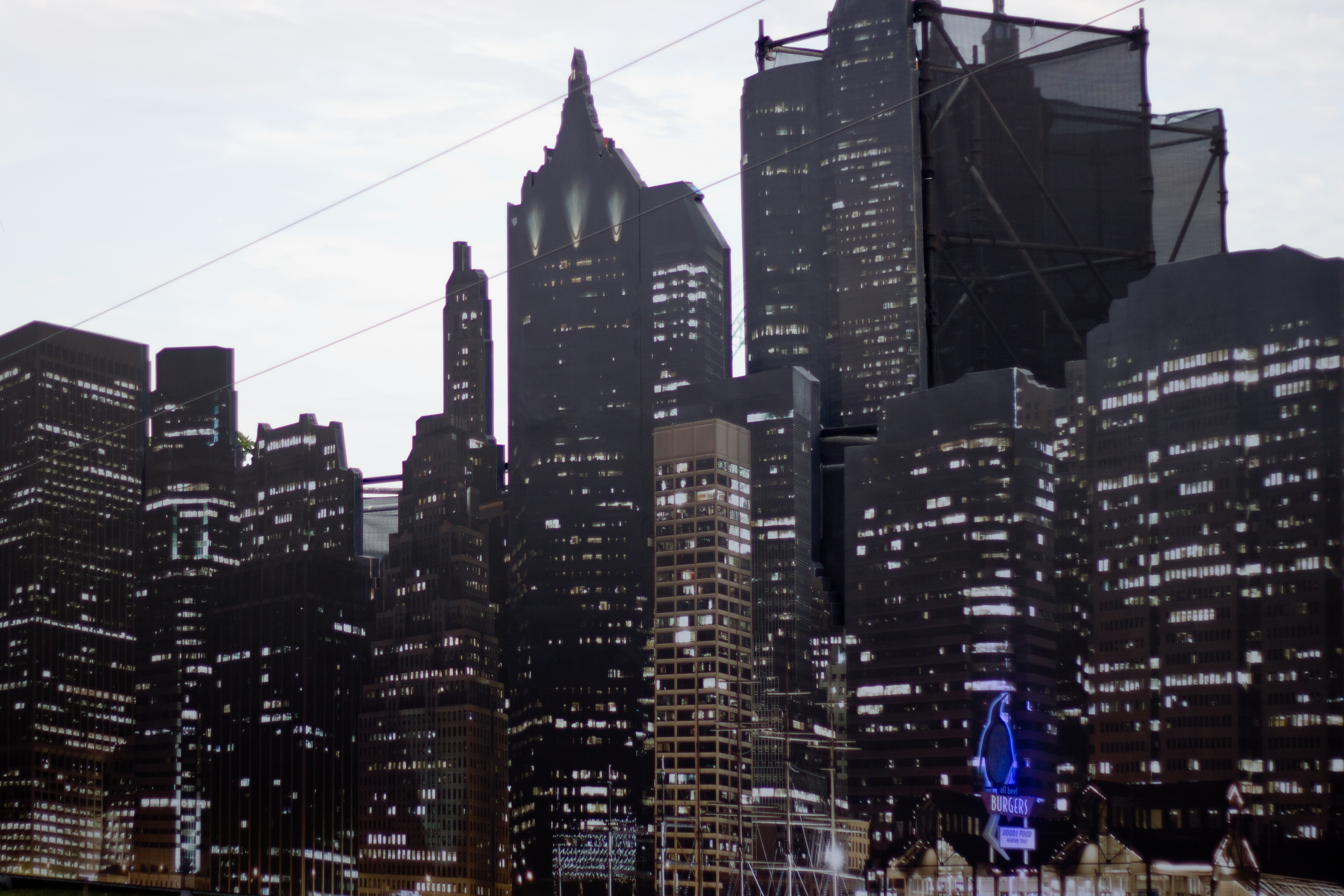
Makieta Gotham City z serialu Gotham

Rok po śmierci Jokera Batman stara się odsunąć od siebie myśl, że czuje się nieswojo po śmierci swojego arcywroga, z którym dzielił więź głębszą, niż jest to w stanie przyznać. Wraz ze śmiercią Jokera Gotham przestało być zdominowane przez chaos, mieszkańcy miasta poczuli się bezpieczni jak nigdy wcześniej, zaś przestępczość drastycznie spadła. Wrogowie Batmana, w tym m.in. Pingwin, Dwie Twarze i chcąca pomścić śmierć Jokera Harley Quinn, jednoczą się w celu zabicia Batmana.
W wieczór Halloween Strach na Wróble grozi miastu, że rozpyli w mieście swoją nową toksynę strachu i zdetonuje ukryte bomby, co zmusza władze do ewakuowania z Gotham sześciu milionów osób. W mieście pozostają jedynie przestępcy, którzy liczebnie znacznie przewyższają siły porządkowe pod dowództwem komisarza Gordona. Przewidując nowe zagrożenia, Batman pozostaje w mieście, starając się jednocześnie powstrzymać Stracha na Wróble przed rozpyleniem toksyny.
Gotham City w Arkham Knight jest około pięciu razy większe niż dzielnica Arkham City z gry o tym samym podtytule. Akcja rozgrywa się w centrum miasta, podzielonym na trzy wyspy – Blake Island, Founders’ Island i Miagani Island – i zróżnicowane dzielnice, takie jak oświetlone neonami Chinatown i dzielnica portowa. Na Blake Island znajdują się mniejsze budynki, obszary biedoty i porzucone doki, Founders’ Island to nowoczesna dzielnica pełna wieżowców, wybudowana na ruinach slumsów, z kolei Miagani Island to dawna metropolia, pośrodku której stoi Wayne Tower.

### Fabuła
W wieczór Halloween Strach na Wróble grozi rozpuszczeniem nad miastem potężnej toksyny, co zmusza władze do ewakuowania Gotham City. Batman tropi Stracha, trafia jednak do kryjówki, w której przetrzymuje on Trujący Bluszcz, która odmówiła przyłączenia się do planu innych złoczyńców mającego na celu pozbycie się Batmana. Wyrocznia ustala, że toksyna produkowana jest w miejscowych zakładach chemicznych, w których Batman spotyka Rycerza Arkham i jego ciężkozbrojną milicję. Udaje mu się ich pokonać i dotrzeć do Stracha na Wróble przygotowującego bombę ze swoją toksyną. Wyjawia, że porwał Wyrocznię, a przed ucieczką szprycuje Batmana swoim związkiem chemicznym. Człowiekowi-Nietoperzowi udaje się zmniejszyć zasięg działania bomby, ale zaczyna widzieć Jokera, którego skażona krew krąży w jego krwiobiegu. Pozostałe skażone osoby zamieniły się w nemezis Batmana, nad którymi ten prowadzi badania, próbując znaleźć dla siebie lekarstwo. Po dojściu do siebie informuje Gordona, że jego córka została porwana – ten wścieka się na Batmana i sam wyrusza szukać Stracha na Wróble.
Batmanowi udaje się dowiedzieć od Pingwina, że Strach na Wróble zwerbował biznesmena Simona Stagga do zbudowania „rozpylacza”, pozwalającego na uwolnienie toksyny strachu na masową skalę. Batman przesłuchuje Stagga na jego sterowcu, a następnie konfrontuje się ze Strachem na Wróble, ten jednak ponownie wychodzi zwycięsko. Ciało Batmana, pełne krwi Jokera i toksyny strachu, odmawia posłuszeństwa, kiedy Rycerz Arkham zabiera ze sterowca rozpylacz. Batmanowi udaje się odnaleźć Wyrocznię w kryjówce Stracha, jednak kiedy do niej dociera, znajduje się ona już pod wpływem toksyny, a podżegana przez Stracha popełnia samobójstwo. W międzyczasie Harley Quinn udaje się dostać do bazy Batmana, w której bada on pacjentów zamienionych w Jokera. Batmanowi i Robinowi udaje się złapać Harley i zarażonych, jeden z nich jednak zabija pozostałych i popełnia samobójstwo, kiedy widząc oczy Batmana zdaje sobie sprawę, że będzie on idealnym Jokerem. Uświadamiając sobie, że Batman jest zarażony, Robin próbuje go uwięzić zanim Joker przejmie nad nim kontrolę, Batman więzi jednak Robina w izolatce, odmawiając zamknięcia się, dopóki nie złapie Stracha na Wróble.
Rycerz Arkham aktywuje rozpylacz, a miasto zostaje spowite toksyczną chmurą. Batman, coraz bardziej pod wpływem Jokera, niszczy urządzenie, zaś współpracujący z nim Trujący Bluszcz z powodzeniem neutralizuje toksynę, sama ponosząc przy tym śmierć. Batman ściga Rycerza Arkham na plac budowy, gdzie przetrzymuje on Gordona. Podczas walki okazuje się, że Rycerzem jest Jason Todd, poprzedni Robin, uważany za zamordowanego przez Jokera. Todd obwinia Batmana o porzucenie go, a kiedy ten oferuje mu pomoc, Rycerz ucieka. Batman i Gordon konfrontują się ze Strachem na Wróble, trzymającym jako zakładniczkę Wyrocznię, której śmierć była jedynie wyobrażeniem Wayne’a spowodowanym działaniem toksyny. Batman ratuje Wyrocznię i sprowadza ją na komisariat, Strach na Wróble ucieka jednak z Gordonem. Korzystając z pozostałych jednostek milicji Strach przypuszcza atak na posterunek. Chociaż jego siły zostają zneutralizowane przez Batmana i Wyrocznię, Strach wykorzystał zamieszanie do uprowadzenia Robina.
Chcąc ocalić Gordona i Robina, Batman poddaje się Strachowi, który wywozi go do ruin Azylu Arkham. Strach zdejmuje Batmanowi maskę, ujawniając jego prawdziwą tożsamość w telewizji, a następnie wstrzykuje mu toksynę, chcąc złamać go przed widzami. W swoim umyśle Wayne walczy z Jokerem o kontrolę. Udaje mu się poznać jedyną rzecz, jakiej boi się błazen – bycie zapomnianym – i wygrywa. Batman zostaje oswobodzony przez Todda, a następnie wstrzykuje Strachowi jego własną toksynę.
Po upewnieniu się, że Gotham jest bezpieczne, Wayne – obawiając się, że po ujawnieniu jego tożsamości przestępcy spróbują wykorzystać bliskie mu osoby – aktywuje protokół „Upadek Rycerza”. Wraca do rezydencji Wayne’ów, pod którą koczują reporterzy, a kiedy wchodzi do niej z Alfredem, ta wybucha, przypuszczalnie zabijając ich obu. W prologu Gordon, będący burmistrzem, przygotowuje się do ślubu Robina i Barbary. W tym samym czasie gdzieś w ciemnej uliczce Gotham zbiry Dwóch Twarzy atakują rodzinę, zostają jednak powstrzymani przez upiorną sylwetkę przypominającą Batmana.

## Produkcja
W sierpniu 2012 roku Paul Dini, scenarzysta dwóch poprzednich gier i wieloletni scenarzysta komiksów o Batmanie, ogłosił, że nie będzie zaangażowany w pisanie scenariusza Arkham Knight. Rocksteady wolało skorzystać z własnego zespołu scenarzystów, z reżyserem gry Seftonem Hillem i projektantem Ianem Ballem na czele, wspieranego przez Martina Lancastera. Jako konsultant ds. scenariusza zatrudniony został Geoff Johns.
Gra zapowiedziana została w marcu 2014 roku, a poprzedzał ją wyciek materiałów promocyjnych z końca lutego. Arkham Knight zapowiedziany został jako historia zamykająca serię Arkham tworzoną przez Rocksteady, planowany od czasów produkcji Arkham City. Podczas Dallas Comic Con w 2013 roku udzielający głosu Batmanowi Kevin Conroy zdradził, że pracuje nad „kolejnym Arkham” i ponownie wcieli się w tę postać. Błędnie założono, że chodzi o Arkham Origins – jedyną odsłonę serii, o jakiej wówczas wiedziano – w której młodszemu Batmanowi głosu udzielił jednak Roger Craig Smith.
Na wczesnych etapach produkcji Rocksteady postanowiło, że gra stworzona wyłącznie na konsole nadchodzącej wtedy ósmej generacji, co pozwoliło na rozwinięcie systemów z poprzednich części, bez konieczności adaptowania rozwiązań na starsze systemy. Dzięki temu w walkach udział bierze pięciokrotnie więcej wrogów niż w Arkham City, zaś podczas zamieszek wyświetlanych może być nawet do pięćdziesięciu postaci wchodzących w interakcję ze środowiskiem, niszcząc przedmioty albo malując graffiti. Zmiany pozwoliły również na wyświetlanie przerywników w czasie rzeczywistym na silniku gry, podczas gdy w poprzednich odsłonach były one prerenderowane w celu zwiększenia wydajności. Albert Feliu, główny projektant postaci, opisując zmiany pomiędzy Arkham Knight a wcześniejszymi grami stwierdził, że w najnowszej odsłonie model pojedynczej postaci może składać się z takiej samej ilości polygonów, co całe środowisko z Arkham Asylum. Jest to również pierwsza gra z serii wykorzystującą silnik Apex, pozwalający na realistyczne poruszanie się ubrań, jak chociażby peleryna Batmana, na wietrze. Warner Bros. zatwierdziło koncept Rocksteady, jednak obie firmy uznały, że trzy lata to zbyt długi okres oczekiwania na kolejną grę, dlatego studiu Warner Bros. Games Montreal zlecono stworzenie prequela, Arkham Origins, mającego uzupełnić lukę i utrzymać dwuletni cykl wydawania kolejnych odsłon Batman: Arkham.
W przeciwieństwie do Arkham Origins, w Arkham Knight nie znalazł się tryb gry wieloosobowej. Reżyser uzasadnił jego brak chęcią skupienia się całkowicie na kampanii dla jednego gracza w celu zapewnienia jak najlepszego doświadczenia, jakie będzie z niej płynąć.

### Projekt
Batmobil był jednym z elementów, który Rocksteady chciało zawrzeć w poprzednich odsłonach, było to jednak niemożliwe ze względu na ograniczenia techniczne konsol siódmej generacji. Projektanci, współpracujący z wydawnictwem DC Comics, postanowili wybrać projekt pojazdu z Arkham Asylum, zamiast któryś z długiej historii komiksów, filmów i seriali o Batmanie, a następnie wprowadzić go do rozgrywki. Pojazd został zaprojektowany tak, żeby uzupełniać przemieszczanie się pieszo, nie stanowiąc przy tym obciążenia, ani też nie stanowił zastępstwa dla przemieszczania się po obszarze znanego z poprzednich części. Wyzwaniem dla twórców było takie zaplanowanie obszaru, żeby zniechęcić graczy do poruszania się wyłącznie batmobilem, który pozwala pokonywać duże dystanse znacznie szybciej niż szybowanie nad miastem. Z gry usunięto możliwość szybkiego podróżowania, ponieważ – jak stwierdzili projektanci – przemieszczanie się stanowi integralną częścią gry, a pominięcie jej może negatywnie wpływać na immersję. Obiekty, w które uderzy batmobil, niszczą się, pojazd nie wytraca jednak prędkości, ponieważ uznano, że takie rozwiązanie zabiłoby radość z prowadzenia kultowego pojazdu.
Na wczesnym etapie produkcji Rocksteady umieściło batmobil na mapie Arkham City, stwierdzono jednak, że klaustrofobiczne otoczenie zaprojektowane do przemieszczania się poprzez szybowanie nie sprawdza się w przypadku samochodu. Gotham City zostało przemodelowane, m.in. poprzez poszerzenie ulic i dodanie innych elementów pozwalających na prowadzenie pojazdu bez ciągłego uderzania w ściany, budynki zaś stały się wyższe, żeby usprawnić możliwość katapultowania się z batmobilu i rozpoczęcia natychmiastowego szybowania. Projektując miasto projektanci postanowili połączyć gotycką architekturę poprzednich części z neonami, billboardami, amerykańskimi samochodami w celu stworzenia bardziej realistycznego środowiska, które zachowuje jednak swój ponury i dystopijny klimat. Główny projektant gry, David Hego, stwierdził, że każdy element w grze zaprojektowany został tak, żeby sprawiać wrażenie jakby wyjętego z innej epoki, przez co nie można stwierdzić, czy gra rozgrywa się współcześnie, dwadzieścia lat temu, czy może w przyszłości. Dodał również, że tworząc otwarty świat celowano w to, żeby był on klimatyczny i pełny zawartości, a nie po prostu duży.
Podczas pisania scenariusza nacisk położono na to, w jaki sposób Batman zachowuje się wobec przestępców, sprzymierzeńców i otaczającego go świata. Hill stwierdził, że starano się odpowiedzieć na pytania takie jak „co to znaczy być Batmanem?”, „jak reaguje na to, co dzieje się wokół niego?” czy „jaka jest jego psychologia?” i zgłębić jego psychikę. Pancerz Batmana został przemodelowany w taki sposób, żeby pasował do batmobilu i żeby były one do siebie podobne, jak również sprawiały wrażenie kompatybilnych ze sobą. Tworząc modele postaci drugoplanowych starano się sprawić, żeby były świeże, w czym pomogła m.in. zmiana ubrań, wymuszona tym, że akcja rozgrywa się jesienią, a nie – jak Arkham City – zimą. W przypadku Pingwina zrezygnowano z płaszcza, a jego ubranie poplamione jest potem i jedzeniem, z kolei podczas projektowania Dwóch Twarzy uznano, że jego ubiór nie wymaga znaczących poprawek, zamiast tego skoncentrowano się na uwydatnieniu jego poparzonej twarzy. Chciano zachować również charakterystyczną koszulę Człowieka-Zagadki ze znakami zapytania, ale zamiast tego postać zmienia się wraz z postępami w grze.

### Muzyka
Ścieżka dźwiękowa do gry została skomponowana przez Nicka Arundela, odpowiedzialnego również za muzykę do Arkham Asylum i Arkham City, przy współpracy z Davidem Buckleyem, który zastąpił Rona Fisha. Pierwsza płyta ze ścieżką dźwiękową do gry została wydana 23 czerwca 2015 roku przez WaterTower Music.

## Dystrybucja
Premiera gry pierwotnie planowana była na 14 października 2014 roku, ale została przesunięta na 2 czerwca 2015. Ostatecznie trafiła na rynek 23 czerwca na komputery osobiste, Xboksa One i PlayStation 4. Pierwsza zmiana premiery została uzasadniona chęcią dopracowania tytułu tak, żeby w stu procentach spełniał oczekiwania twórców i graczy, jak również problemami z płynnością na konsolach nowej generacji. Na początek 2016 roku planowane były porty przeznaczone na OS X i Linuksa, jednak ostatecznie zostały one anulowane.
W lutym 2015 roku ujawniono, że ESRB przyznała grze kategorię wiekową „Mature” (dla dorosłych), a nie – jak poprzednim częściom – „Teen” (dla nastolatków). Reżyser przyznał, że ocena była dla zespołu producenckiego zaskoczeniem, dodał jednak, że gry nie tworzono z myślą o żadnej konkretnej kategorii. Stwierdził, że w Arkham Knight nie znajdują się brutalne sceny przemocy ani ciężkie przekleństwa, jednak wielki finał wymusza, że „staną się pewne złe rzeczy”. Nie sprecyzował, jakie konkretnie sceny przyczyniły się do otrzymania takiej kategorii wiekowej, dodał jednak, że według „analityków ratingowych” z Warner Bros. wpływ na nią miały niektóre kluczowe momenty, zespół nie zdecydował się jednak na ich złagodzenie ani usunięcie, nie chcąc psuć pierwotnej wizji. W szczegółowym wyjaśnieniu ESRB ujawniło, że w grze znajdują się sceny, w których gracz może zastrzelić bezbronne postaci i zakładników oraz scena tortur przeprowadzonych na zakrwawionym stole operacyjnym, zaś samochodem można rozjeżdżać przeciwników.
Gra doczekała się darmowych aktualizacji mających naprawić błędy oraz ulepszeń, z których część stworzona została na podstawie uwag graczy. Wśród nich znalazły się m.in. tryb wielkiej głowy, w którym wszystkie postaci mają nieproporcjonalnie duże głowy, tryb fotograficzny pozwalający na edytowanie zdjęć zrobionych podczas gry, dodatkowe wyzwania rozszerzonej rzeczywistości oraz – dla krajów, w których gra była dubbingowana – możliwość przełączenia na wersję angielską z napisami.

## Odbiór
Wersje przeznaczone na konsole spotkały się z pozytywnym przyjęciem – chwalono przede wszystkim narrację, oprawę wizualną, rozgrywkę, system walki oraz projekt świata, krytykowano jednak zbyt nachalne promowanie korzystania z batmobilu. Wersja na komputery osobiste przyjęta została jednak negatywnie ze względu na poważne problemy z wydajnością, nawet na bardzo mocnych komputerach, co zmusiło Warner Bros. do tymczasowego wycofania jej ze sprzedaży. Mimo wszystko po premierze stała się najszybciej sprzedającą się grą zarówno 2015 roku, deklasując Wiedźmina 3: Dziki Gon, jak i z serii Batman: Arkham. Do października 2015 roku rozeszła się w ponad pięciu milionach egzemplarzy. Po premierze doczekała się dodatkowej zawartości, w tym między innymi misji fabularnych, map z wyzwaniami, skórek dla postaci i batmobilu.